# Jaimy Gordon

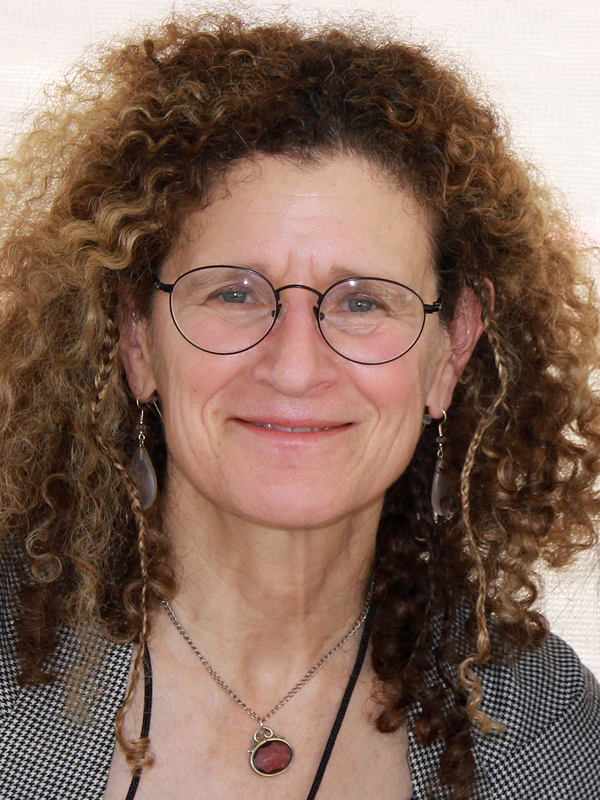
Jaimy Gordon (2011)

Jaimy Gordon (* 4. Juli 1944 in Baltimore) ist eine US-amerikanische Hochschullehrerin und Schriftstellerin.

## Leben
Gordon begann ihr Studium am Antioch College, Ohio, das sie mit einem B.A. abschloss. Sie erhielt 1972 einen Magister Artium in englischer Literatur an der Brown University und promovierte dort 1975 in „Creative Writing“. Gordon ist seit 1981 in der M.F.A.-Ausbildung an der Western Michigan University in Kalamazoo tätig, wo sie 1992 einen Lehrstuhl erhielt.
Ihre ersten Schreibversuche hatte sie 1972, als sie eine „underground fantasy“ veröffentlichte. In den 1970er Jahren brachte sie in Kleinverlagen besonders gestaltete Gedichtausgaben in kleinen Auflagen heraus. Nachdem sie 1999 eine Schreibpause eingelegt hatte, gewann sie 2010 mit ihrem vierten Roman Lord of Misrule überraschend den National Book Award for Fiction. Der Roman wurde 2012 als Die Außenseiter in deutscher Übersetzung herausgebracht.

## Schriften (Auswahl)
- mit Keith Waldrop (Hrsg.): Light While There Is Light An American History. Dalkey Archive Pr, 2013 (angekündigt).
- Lord of Misrule, McPherson & Company, 2010.
  - Die Außenseiter, Übersetzt von Ingo Herzke. Aufbau Verlag, 2012.
- A month of love, or, How to know the basherter when he comes. Texts for masques. Belladonna Books, Brooklyn, NY 2004 (Gedichte).
- The Strange Afterlife of Bruno Schulz. Scholarly Publishing Office, Ann Arbor, MI 2004.
- Bogeywoman. Sun & Moon Press, Los Angeles 1999 (Roman).
- She Drove Without Stopping. Algonquin Books of Chapel Hill, Chapel Hill, N.C. 1990 (Roman).
- Circumspections from an Equestrian Statue. Burning Deck, Providence 1979.
- Private T. Pigeon's Tale. Treacle Press, 1979.
- The Bend, The Lip, The Kid. Reallife stories. Sun Press, 1978.
- The Rose of the West. A text for a masque. Holzschnitte von Mary Beath. Woodbine Press, 1976 (Gedichte).
- Love, or hearts fly. Providence, 1976 (Gedichte).
- Shamp of the City-Solo. Diss., Brown University, Treacle Press, 1972.

Übersetzungen
- Maria Beig: Hermine: An Animal Life. Western Michigan University, Kalamazoo, Mich. 2005 (Roman).